# Fish Lake (Indiana)
 (juillet 2025).
Fish Lake est une census-designated place située dans le comté de LaPorte, dans l’État de l'Indiana, aux États-Unis. Lors du recensement de 2020, elle compte 1 052 habitants.